# Pustać Lüneburska

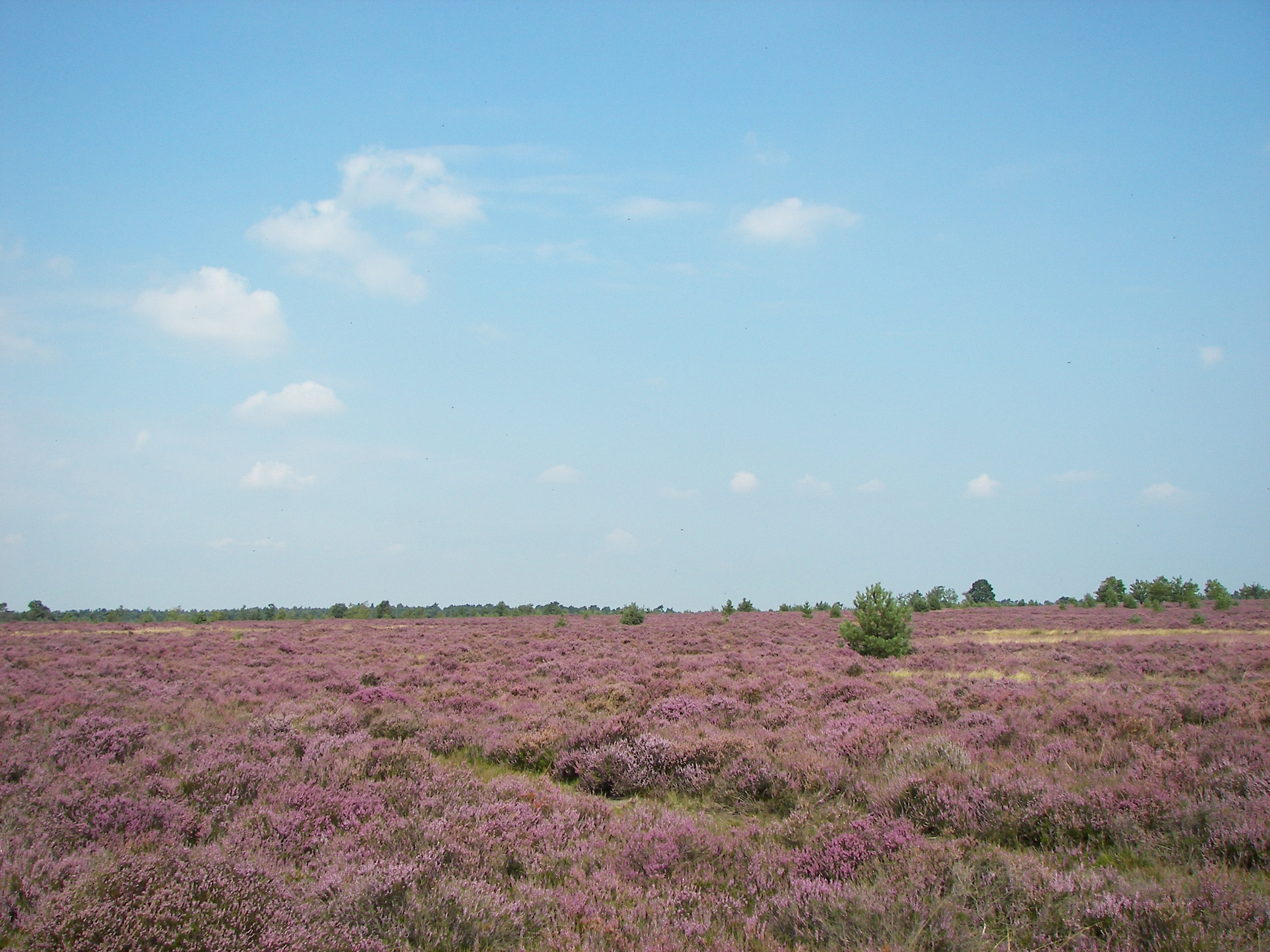
Krajobraz Pustaci Lüneburskiej – lasy sosnowe i wrzosowiska

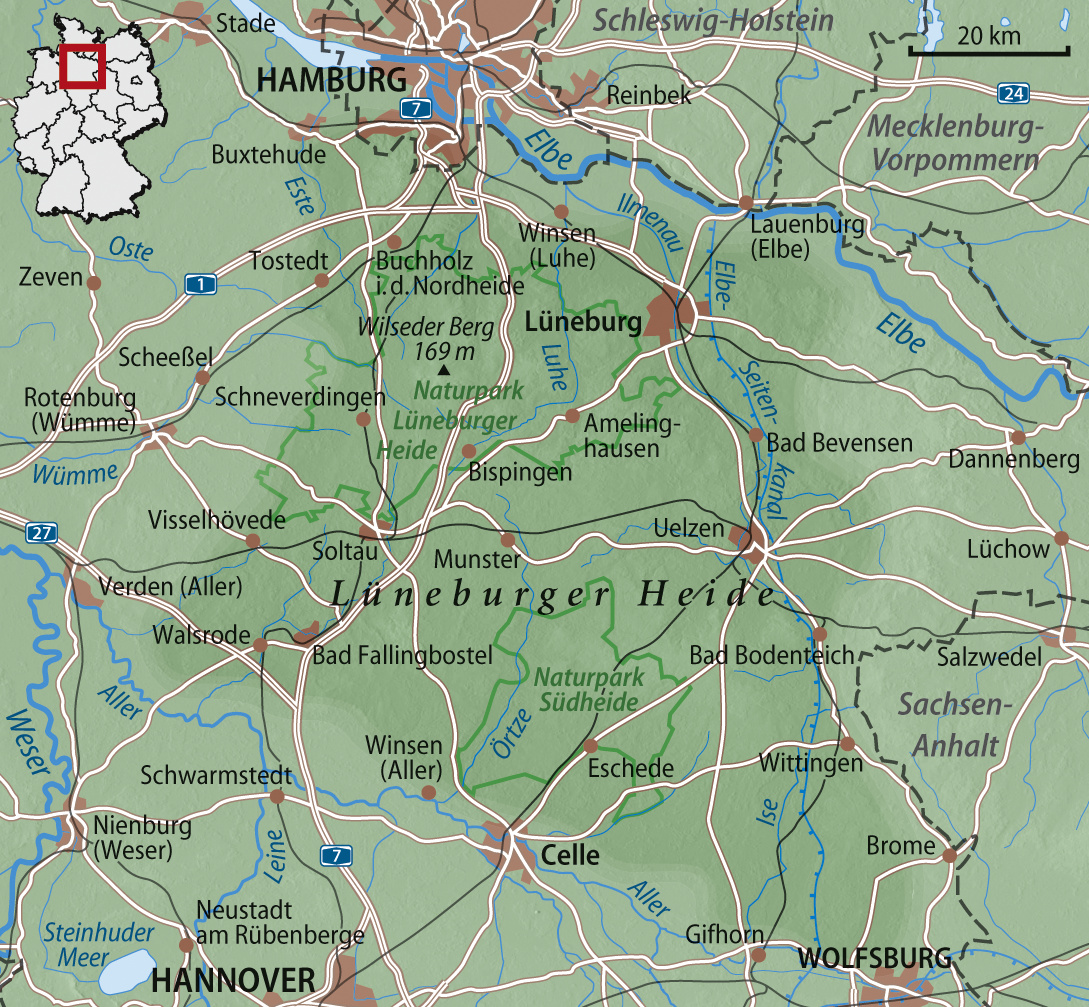
Pustać Lüneburska na mapie

Pustać Lüneburska (niem. Lüneburger Heide) – region łąk, torfowisk, wrzosowisk i lasów w północnych Niemczech (Dolna Saksonia) pomiędzy Hamburgiem, Bremą i Hanowerem. Wschodnią granicą Pustaci Lüneburskiej jest Łaba.
Pustać Lüneburska charakteryzuje się sporymi przestrzeniami wrzosowisk, do ok. r. 1800 typowymi dla krajobrazu północnych Niemiec. Powstały one w wyniku wypasu owiec wrzosówek, które nie dopuszczały do ponownego zalesienia ubogich gruntów. Liczne pagórki sięgają 150 metrów nad poziomem morza, najwyższym jest Wilseder Berg (169,2 m n.p.m.).
Inicjatorem ochrony Pustaci Lüneburskiej był ewangelicki pastor z Egestorfu, Wilhelm Bode, który zakupił część gruntów i przekonał założone w 1909 r. w Monachium Towarzystwo Parków Ochrony Przyrody (niem. Verein Naturschutzpark e.V.), mające na celu promocję idei powołania w Europie Środkowej dużych obszarów ochrony przyrody inspirowanych amerykańskimi parkami narodowymi. W ciągu następnych 12 lat Towarzystwo wykupiło ponad 200 km² zwartego obszaru i ostatecznie powołano w 1922 r. rezerwat przyrody (trzeci w Niemczech) pod nazwą Park Ochrony Przyrody Pustaci Lüneburskiej (niem. Naturschutzpark Lüneburger Heide).
Na obszarze pustaci pochowano potajemnie ciało Heinricha Himmlera po jego samobójstwie w obozie w Lüneburgu.
W latach 50. dyrektor Towarzystwa Alfred Toepfer zainicjował powstawanie w Niemczech parków krajobrazowych (niem. Naturparke), mających zadania podobne do wówczas świeżo zainicjowanych angielskich parków narodowych. W przypadku Pustaci Lüneburskiej park krajobrazowy był tożsamy z rezerwatem do 2006 r., gdy obie formy ochrony przyrody rozdzielono, po czym park przyrody powiększono do powierzchni 1070 km², w którego centrum znajduje się dawny rezerwat o obszarze 234 km² oraz 19 mniejszych rezerwatów o łącznym obszarze około 20 km².
Na terenie pustaci powołano także Park Krajobrazowy Południowej Pustaci (niem. Naturpark Südheide) na powierzchni 480 km² oraz częściowo w jej granicach Park Przyrody Elbhöhen-Wendland i 192 dalszych rezerwatów przyrody.